# Военно-политический блок
Вое́нно-полити́ческий блок, Вое́нно-полити́ческий союз — союз (коалиция) или соглашение государств с целью совместных оборонительных или наступательных действий.
На начало XX столетия политический или международный союз — соглашение между двумя государствами на определённый срок для достижения какой-либо общей цели, преимущественно для целей обороны или для выполнения какого-либо военного предприятия. Различали политические союзы наступательные и оборонительные.

## История
Ещё до создания государств отдельные племена, народы, народности создавали объединения (блоки, союзы) на добровольной или принудительной основе. Главное значение которых было в превосходстве соседей в численности людей и материальных средств, которые обеспечивали победу над соседями в тот период времени.
В процессе развития цивилизаций, виды (типы, формы) блоков или союзов имели различные конструкции, но их главные цели оставались и остаются одними и теми же во все времена превосходство соседей в численности людей (вооружённых сил) и материальных средств. Позднее военно-политический блок был определён некоторыми как союз нескольких государств (партий), созданный для коллективного нападения или защиты (обороны) против общего врага (противника), а противником мог быть кто угодно из соседей не согласный с их поведением по каким либо вопросам. Позже создание военно-политических блоков (военно-политических союзов) могло преследовать цель сотрудничества государств (партий) по политическим и экономическим вопросам между его членами. Степень этого сотрудничества, взаимодействия, доверия и так далее, для каждого такого блока (союза) по многим причинам индивидуальна. Соглашения или договоренности могли и могут предусматривать совместные военные и политические действия, против соседей (противников) при возникновении любых политических или военных опасностей (по мнению блоковиков) и предполагают тесное взаимодействие во всех сферах государств блока (союза) в мирное и военное время. Ниже представлены некоторые из них.

## Древний мир
- Антиассирийская коалиция, (691 — г. до н. э.), (Вавилония, Элам, Мидия)
- Фокидский союз
- Пелопоннесский союз, (6 — 4 в. до н. э.)
- Антиперсидский союз, (547 — ? г. до н. э.), (Вавилония, Древний Египет, Лидия)
- Латинский союз, (6 в до н. э. — 338 г. до н. э.)
- Делосский союз, (477 г. до н. э. — 426 г. до н. э.) против Персов
- Халкидский союз
- Беотийский союз
- Коринфский союз
- Этолийский союз, (322 г. до н. э. — 189 г. до н. э.)
- Ахейский союз
- Эллинский союз

## Средние века
- Кёльнская конфедерация, (1367 год) → Ганза — XIV век (союз ряда свободных городов, в основном северонемецких).
- Кальмарская уния, (1397 — 1523), (Дания, Норвегия, Швеция)

## Новое время
- Самбайская лига, (1508 —) (Семь стран)
- Священная лига 1511,
- Священная лига 1571, (Ватикан, Испания, Венеция)
- Священная лига (1684—1699), (Священная Римская империя, Польско-литовская республика, Венецианская республика, с 1686 года Русское царство) против Османской империи.
- Парижская лига, (1585 —)
- Протестантский союз, (1608—1621)
- Католическая лига, (1609—1635)
- «Священная лига» — антиосманская коалиция, сложившаяся в ходе начавшейся в 1683 году войны Австрии и Польши против Турции; оформлена австро-польским договором, в 1684 году к нему присоединилась Венеция, в 1686 году — Русское царство.
- Англо-Прусский союз, (1756 —)
- Версальский союз, (1756 —), (Франция, Российская империя, Австрия)
- Тройственный союз (1668) (1668 — ?), (Англия, Голландия, Швеция)
- Тройственный союз (1790), (Великобритания, Австрия, Пруссия) против Франции.
- Первая коалиция, контрреволюционная, (1792-), (Англия, Российская империя, Австрия, Пруссия) против Французской революции.
- Вторая коалиция, (1798 —), (Великобритания, Российская империя, Австрия, Турция) против Франции.
- Третья коалиция, (1805 —), (Великобритания, Российская империя, Австрия, Королевство Сицилия) против Франции.
- Четвёртая коалиция, 1806 —), (Великобритания, Российская империя, Пруссия, Швеция) против Франции.
- Пятая коалиция, 1809, (Великобритания, Австрия) против Франции
- Шестая коалиция, (1813 —), (Великобритания, Российская империя, Пруссия, Швеция, Испания, Португалия) против Франции.
- Священный союз, (1815—1832), (Австрия, Пруссия, Российская империя) против переворотов (революций) в Европе.
- Лондонская конференция (1827), (Российская империя, Великобритания, Франция) против Турции и Египта.
- Крымская коалиция, (1853-), (Великобритания, Франция, Турция) против Российской империи.
- Союз трёх императоров (1873—1886), (Германская империя, Австро-Венгрия, Российская империя) против Франции.
- Тройственный союз 1882, (1882—1917), (Германская империя, Австро-Венгрия, Италия) против Франции и России.
- Франко-русский союз[5], (1891—1917) (Третья Французская республика и Российская империя) против Германии, Австро-Венгрии и Италии.

## XX век

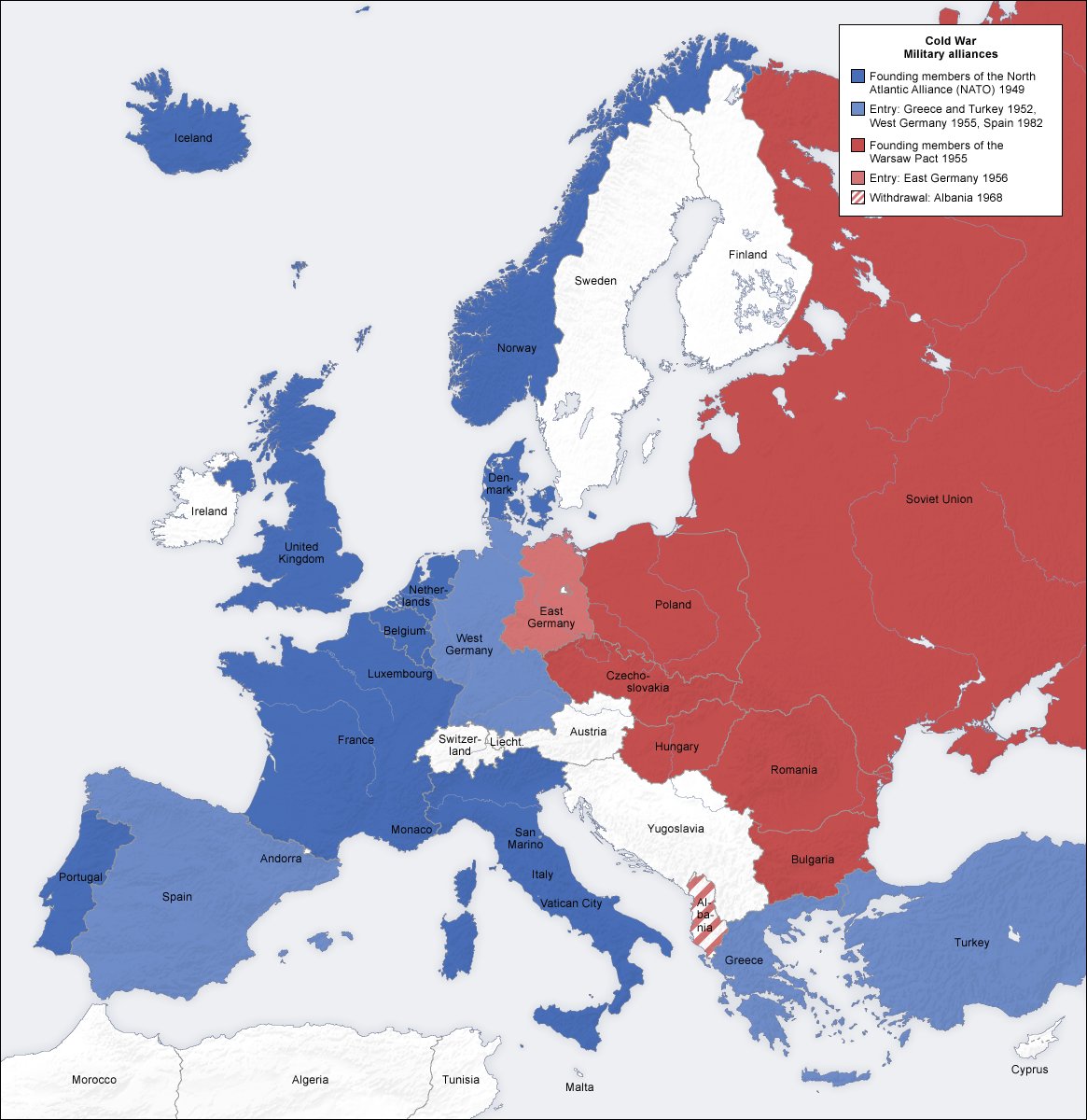
Схема (англоязычная) с членами Организации Североатлантического договора и Организации Варшавского договора в Европе, 1990 год.

- (1904— ноябрь 1917) — Антанта[6], (Российская империя, Британская империя, Третья французская республика) против Тройственного союза.
- (1915—1918) — Четверной союз (Германская империя, Австро-Венгрия, Османская империя, Третье Болгарское царство) против Антанты.
- (1921—1922) — Малая Антанта, (Чехословакия, Югославия и Румыния)[2]
- (1936—1945) — Антикоминтерновский пакт (Германия, Италия, Япония и другие).
- (1941—1945) — Антигитлеровская коалиция (Союз ССР, Великобритания, США и другие) против Германии и других государств Антикоминтерновского пакта.
- (1948—2011) —  Западноевропейский союз.
- (1955—1991) —  ОВД против Организации Североатлантического договора (NATO — OTAN).
- (1955—1977) —  СЕАТО.
- (1955—1979) —  СЕНТО.
- (1971—1975) —  АНЗЮК.

## Современные военные союзы

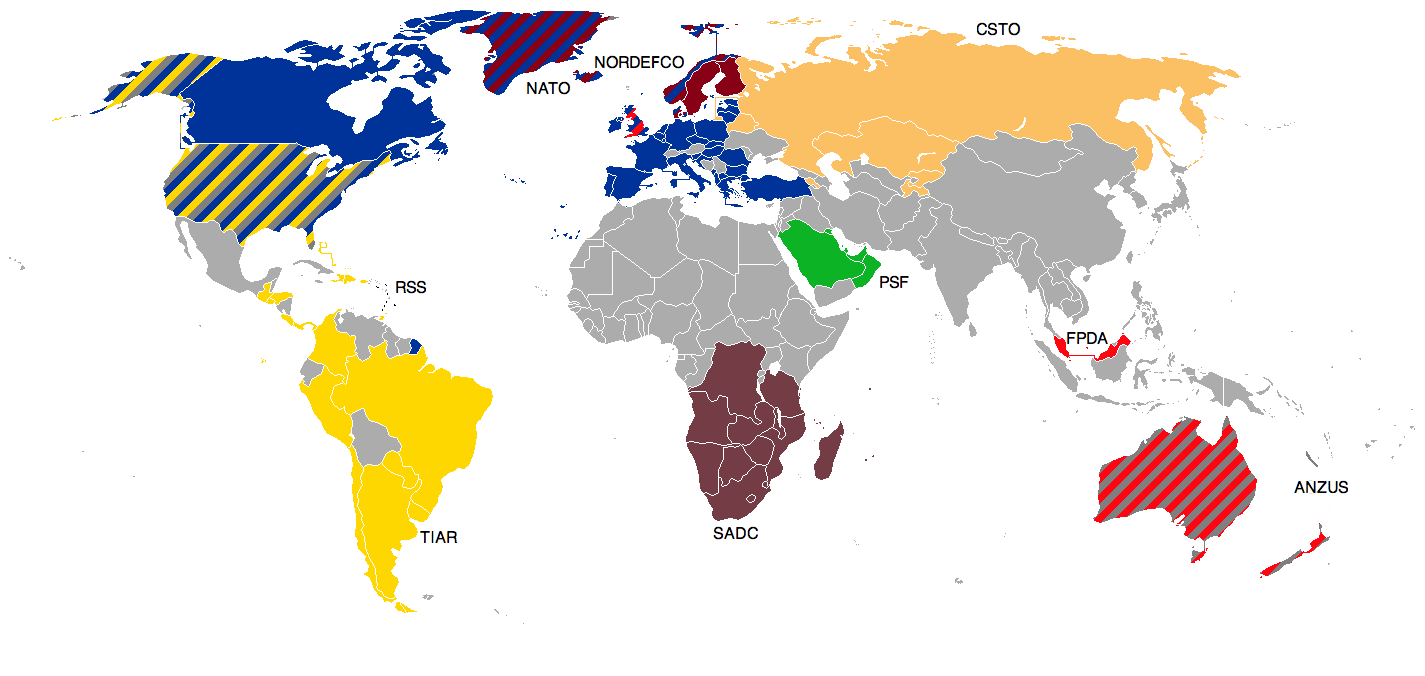
Карта основных современных военных союзов

### Военно-политические блоки
Организация Североатлантического договора (НАТО) (создана в 1949 году)
- Бельгия
- Великобритания
- Дания
- Исландия
- Италия
- Канада
- Люксембург
- Нидерланды
- Норвегия
- Португалия
- США
- Франция

В скобках года принятия новых членов в военно-политический блок:
- Греция (c 1952)
- Турция (c 1952)
- Германия (c 1955)
- Испания (c 1982)
- Венгрия (c 1999)
- Польша (c 1999)
- Чехия (c 1999)
- Болгария (c 2004)
- Латвия (c 2004)
- Литва (c 2004)
- Румыния (c 2004)
- Словакия (c 2004)
- Словения (c 2004)
- Эстония (c 2004)
- Албания (с 2009)
- Хорватия (с 2009)
- Черногория (с 2017)
- Северная Македония (с 2020)
- Финляндия (с 2023)
- Швеция (с 2024)

АНЗЮС (ANZUS) (создан в 1951 году)
- Австралия
- Новая Зеландия
- США

Оборонное соглашение пяти держав (FPDA) (1971)
- Австралия
- Новая Зеландия
- Сингапур
- Великобритания
- Малайзия

Региональная система обороны (RSS) (создана в 1982 году)
- Антигуа и Барбуда
- Барбадос
- Доминика
- Сент-Винсент и Гренадины
- Сент-Люсия

- Сент-Китс и Невис (с 1983)
- Гренада (с 1985)

 Организация Договора о коллективной безопасности (ОДКБ) (создана в 1992 году)
- Армения
- Казахстан
- Кыргызстан
- Россия
- Таджикистан
- Беларусь

Североевропейский оборонительный союз (NORDEFCO) (создан в 2009 году)
- Дания
- Исландия
- Норвегия
- Финляндия
- Швеция

Люблинский треугольник
- Украина
- Польша
- Литва

### Международные организации, имеющие военную составляющую
Силы защиты полуострова (PSF/دِرْعُ الجَزيرَة) (создан в 1984 году) (вооружённые силы совета сотрудничества арабских государств Персидского залива)
- Бахрейн
- Катар
- Кувейт
- ОАЭ
- Оман
- Саудовская Аравия

 Европейский союз (EU) (создан в 1992 году):
- Бельгия
- Великобритания (вышла в 2020 году)
- Германия
- Греция
- Дания
- Ирландия
- Испания
- Италия
- Люксембург
- Нидерланды
- Португалия
- Франция

В скобках года принятия новых членов в политический блок:
- Австрия (с 1995)
- Финляндия (с 1995)
- Швеция (с 1995)
- Венгрия (с 2004)
- Кипр (с 2004)
- Латвия (с 2004)
- Литва (с 2004)
- Мальта (с 2004)
- Польша (с 2004)
- Словакия (с 2004)
- Словения (с 2004)
- Чехия (с 2004)
- Эстония (с 2004)
- Болгария (с 2007)
- Румыния (с 2007)
- Хорватия (с 2013)

Союзное государство России и Беларуси (СГРБ) (создано в 1996 году)
- Беларусь
- Россия

 Сообщество развития Юга Африки (САДК) (создано в 1992 году)
- Ангола
- Ботсвана
- Коморы[8][9]
- ДР Конго
- Эсватини
- Мадагаскар
- Малави
- Маврикий
- Мозамбик
- Намибия
- Сейшельские Острова
- ЮАР
- Танзания
- Замбия
- Зимбабве

### Межгосударственные договоры о военных союзах
Англо-португальский договор (подписан в 1373 году):
- Великобритания
- Португалия

Межамериканский договор о взаимной помощи (TIAR) (подписан в 1947 году):
- Аргентина
- Багамские Острова
- Бразилия
- Гаити
- Гватемала
- Гондурас
- Доминиканская Республика
- Колумбия
- Коста-Рика
- Панама
- Парагвай
- Перу
- Сальвадор
- США
- Тринидад и Тобаго
- Уругвай
- Чили

Договор о взаимной обороне между Республикой Филиппины и Соединенными Штатами Америки (подписан в 1951  году):
- США
- Филиппины

Договор о взаимной обороне между Республикой Корея и Соединенными Штатами Америки (подписан в 1953 году):
- Республика Корея
- США

Договор о взаимодействии и безопасности между Соединенными Штатами Америки и Японией (подписан в 1960 году):
- США
- Япония

Оборонное соглашение пяти держав (FPDA) (подписано в 1971 году):
- Австралия
- Великобритания
- Малайзия
- Новая Зеландия
- Сингапур

Договор о взаимной обороне между Исламской Республикой Иран и Сирийской Арабской Республикой (подписан в 2006 году):
- Иран
- Сирия

Договор о взаимной обороне между Австралийским Союзом и Японией (подписан в 2007 году):
- Австралия
- Япония

Договор о дружбе, сотрудничестве и взаимной помощи между Российской Федерацией и Республикой Абхазия (подписан в 2008 году)
- Республика Абхазия
- Россия

Договор о дружбе, сотрудничестве и взаимной помощи между Российской Федерацией и Республикой Южная Осетия (подписан в 2008 году)
- Россия
- Южная Осетия

Договор об укреплении взаимодействия в оборонной сфере и области обеспечения ядерного сдерживания (подписан в 2010 году)
- Великобритания
- Франция

Соглашение о стратегическом партнерстве и взаимной поддержке (подписано в 2010 году):
- Азербайджан
- Турция

### Межгосударственные воинские формирования
Командование воздушно-космической обороны Северной Америки (NORAD) (создано в 1958 году):
- Канада
- США

 Франко-Германская бригада (создана в 1987 году)
- Германия
- Франция

 Балтийская Военно-морская Эскадра (BALTRON) (создана в 1998 году)
- Латвия
- Литва
- Эстония

Многонациональный инженерный батальон «Тиса» («Tisa»/«Тиса») (создан в 2002 году)
- Венгрия
- Румыния
- Словакия
- Украина

 Литовско-Польско-Украинская бригада (LITPOLUKRBRIG/ЛИТПОЛУКРБРИГ) (создана в 2009 году)
- Литва
- Польша
- Украина

### Односторонние гарантии защиты
Акт-Пареаж (подписан в 1278 году)
- Испания (гарант)
- Франция (гарант)
- Андорра (государство, которому гарантирована защита)

Акт о взаимоотношениях с Тайванем (принят в 1979 году взамен Договора совместной обороны между Соединенными Штатами Америки и Китайской Республикой подписанного в 1954 году)
- США (гарант)
- Китайская Республика (государство, которому гарантирована защита)

Меморандум о гарантиях безопасности в связи с присоединением Республики Беларусь к Договору о нераспространении ядерного оружия (подписан в 1994 году)
- Великобритания (гарант)
- Россия (гарант)
- США (гарант)
- Беларусь (государство, которому гарантирована защита)

Меморандум о гарантиях безопасности в связи с присоединением Республики Казахстан к Договору о нераспространении ядерного оружия (подписан в 1994 году)
- Великобритания (гарант)
- Россия (гарант)
- США (гарант)
- Казахстан (государство, которому гарантирована защита)

Меморандум о гарантиях безопасности в связи с присоединением Украины к Договору о нераспространении ядерного оружия (подписан в 1994 году)
- Великобритания (гарант)
- Россия (гарант)
- США (гарант)
- Украина (государство, которому гарантирована защита)

Договор про дружбу и сотрудничество между Китайской Народной Республикой и Украиной (подписан в 2013 году)
- Китай (гарант)
- Украина (государство, которому гарантирована защита)